# Vynucená sebevražda

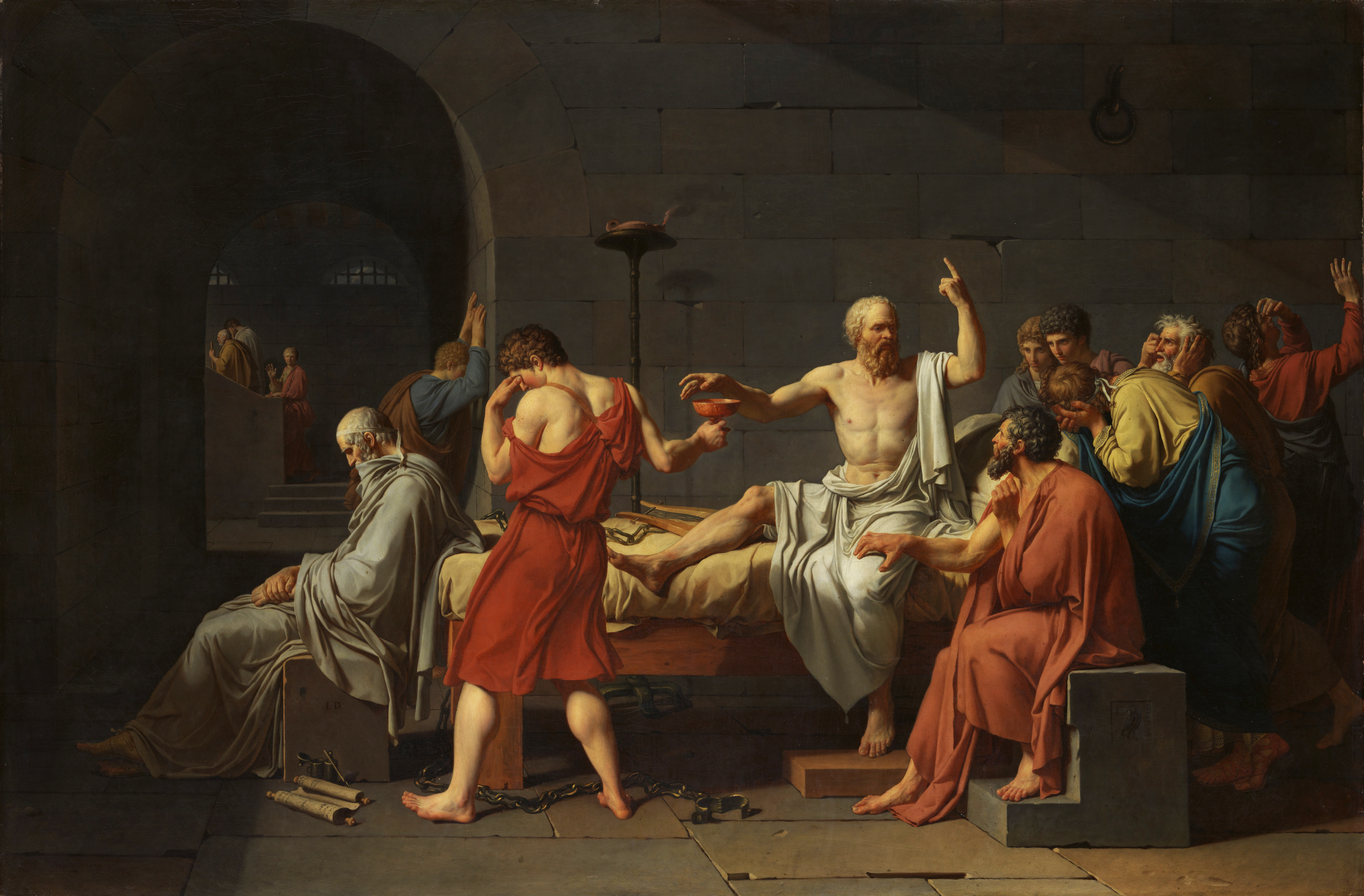
Jacques-Louis David: Smrt Sokratova

Vynucená sebevražda je způsob popravy, kdy je odsouzenec donucen spáchat sebevraždu, aby se tak vyhnul alternativnímu způsobu smrti, který byl vnímán jako mnohem horší. Mohlo jít o umučení k smrti, veřejné ponížení nebo uvěznění, mučení či zabití přátel nebo rodinných příslušníků.

## Starověké Řecko a starověký Řím
Vynucená sebevražda byla běžným způsobem popravy jak ve starověkém Řecku, tak ve starověkém Římě. Jako znak úcty byla obecně vyhrazena urozeným mužům odsouzeným k smrti. V takovém případě člověk vypil buď nápoj z bolehlavu, nebo padl na svůj meč. Ve starověkém Římě k nuceným sebevraždám napomáhala i ekonomická hrozba. Pokud byl člověk odsouzen k trestu smrti, jeho rodina neměla právo na jeho majetek a ten pak připadl státu. Lidé se mohli propadnutí majetku vyhnout tím, že před svým uvězněním spáchali sebevraždu.
Známým případem vynucené sebevraždy je smrt filozofa Sókrata, který po svém odsouzení vypil nápoj z bolehlavu. Odsouzen byl v Athénách za kažení mládeže. Sebevraždu spáchal i stoik Seneca na rozkaz svého žáka císaře Nerona. Nero sám byl později donucen spáchat sebevraždu. Mezi dalšími známými muži, kteří byli donuceni spáchat sebevraždu, byli Marcus Junius Brutus, Marcus Antonius, Otho, Publius Quinctilius Varus či Gnaeus Domitius Corbulo.

## Asie
Hinduistický obřad zvaný satí, při kterém se v nedávné době ovdovělá žena musela upálit na pohřební hranici svého manžela, není všeobecně považována za vraždu ze cti. O tom, zda se jednalo o čistě dobrovolný či vynucený čin, se vedou diskuze. I ve 20. a 21. století došlo k několika případům, jako je smrt Roop Kanwar, kdy šlo o podezření na vynucené podstoupení satí. I další případy byly předmětem vyšetřování, ale nepodařilo se nalézt žádné důkazy o vynucené sebevraždě.
I některé případy japonského seppuku byly vynucenými sebevraždami. Samurajská kultura od samurajů očekávala, že se rituálně zabijí, pokud budou shledáni neloajálními, aby tak ušetřili daimjó či šóguna nedůstojného nařízení jejich popravy. Nespáchat seppuku bylo ostudou nejen pro samotného samuraje, ale i jeho rodinu.
K nuceným sebevraždám docházelo i ve starověké Číně, kdy byli někdy ke spáchání sebevraždy nuceni generálové, kteří byli zodpovědní za významné porážky.

## Druhá světová válka
Erwin Rommel byl německý generál zapletený během druhé světové války do spiknutí s cílem zavraždit Adolfa Hitlera. Na Hitlerův rozkaz byli do Rommelova domu posláni dva generálové. Nabídli mu, že buď podstoupí veřejný proces, což by nevyhnutelně vedlo k jeho odsouzení k trestu smrti a jeho popravě a zároveň k potrestání jeho rodiny, nebo že spolkne kyanid. V takovém případě by se dočkal hrdinského pohřbu a jeho rodina by byla ušetřena vězení. Rommel se 14. října 1944 rozhodl pro sebevraždu.

## Jako náhrada vraždy ze cti
Pokud žena v blízkovýchodních společnostech poruší morální pravidlo namus, může být vynucená sebevražda náhradou vraždy ze cti. V roce 2006 se OSN zabývalo zprávami o vynucených sebevraždách žen v jihovýchodním Turecku.